# Брайън Кит
Брайън Кит (на английски: Brian Keith) е американски актьор.

## Биография

### Произход и младежки години
Брайън Кит е роден на 14 ноември 1921 година в Байон, Ню Джърси, в семейството на актьора Робърт Кит и театралната актриса Хелена Шипман, родом от Абърдийн, Вашингтон. Някои източници посочват пълното му име, като Брайън Робърт Кийт. Той е римокатолик.
През 1941 г. завършва East Rockaway High School в Източен Рокауей, Ню Йорк. Постъпва в Корпуса на морската пехота на Съединените щати през 1942 г., като завършва службата си през 1945 г. Служи по време на Втората световна война като радист/стрелец в задната кабина на пикиращ бомбардировач Дъглас SBD Донтлес с двама души в ескадрила на морската пехота на САЩ. Награден е с отличителни знаци на боен екипаж, въздушен медал, медал за Азиатско-тихоокеанска кампания с три бойни звезди и медал за победа през Втората световна война.

### Кариера
Брайън Кит в своята шестдесетилетна кариера получава признание за работата си във филми като семейния филм на Дисни „Капанът за родители“ (1961); „Джони Шайло“ (1963); комедията „Руснаците идват, руснаците идват“ (1966); и приключенската сага „Вятърът и лъвът“ (1975), в която той играе ролята на президента Теодор Рузвелт.
В телевизията две от най-известните му роли са тези на ерген чичо, превърнал се в родител с неохота Бил Дейвис в ситкома от 1960 г. „Семейна афера“ и на твърд пенсиониран съдия в безгрижната криминална драма от 1980 г. „Хардкасъл и Маккормик“. Той също участва в „Шоуто на Брайън Кийт“, което се излъчва по NBC от 1972 до 1974 г., където играе педиатър, който управлява безплатна клиника на Оаху, и в комедийния сериал на CBS „Heartland“.
На 26 юни 2008 г. Брайън Кит получи звезда на холивудската Алея на славата.

### Личен живот
Брайън Кит се жени три пъти, първо за Франсис Хелм; след това през 1954 г. за актрисата Джуди Ландън (която гостува в „Семейна афера“); и накрая, през 1970 г. за хавайската актриса Виктория Йънг (по баща Леялоха), която по-късно се появява в „Шоуто на Браян Кийт“ като медицинската сестра Пуни.
Кит има две деца с Ландън и заедно осиновяват още три деца. Има и две деца с Йънг.

### Смърт
Брайън Кит почива на 24 юни 1997 г. на 75-годишна възраст от самонараняване в дома си в Малибу, Калифорния. Той страда от емфизем и рак на белите дробове през последната част от живота си, въпреки че е спрял да пуши десет години по-рано. Съобщава се, че той също се е борил с финансови проблеми и е страдал от депресия през последните си дни. Смъртта на Кит настъпва два месеца след смъртта на дъщеря му Дейзи, която също се самоубива.
Морийн О'Хара заявява в интервю малко след смъртта на Кит, че вярва, че той не се е самоубил. Тя заявява, че Кит има голяма колекция от оръжия и се радва да ги чисти и да ги показва на хората. О'Хара вярва, че той може да е почиствал пистолета или да го е гледал, когато е гръмнал, и че смъртта му е инцидент, а не самоубийство. Тя също така заявявяа, че той не би се самоубил предвид католическите му вярвания.
Към семейството на Кит се присъединяват много опечалени на частно погребение, включително звездите от „Семейна афера“ Кати Гарвър и Джони Уитакър и колегата от „Хардкасъл и Маккормик“, Даниел Хю Кели. Пепелта на Кит е погребана до тази на дъщеря му Дейзи в гробището Westwood Village Memorial Park в Лос Анджелис.

## Избрана филмография
| Година | Филм                 | Оригинално заглавие      | Роля          | Режисьор       |
| ------ | -------------------- | ------------------------ | ------------- | -------------- |
| 1951   | Четиринадесет часа   | Fourteen Hours           | Екстра        | Хенри Хатауей  |
| 1955   | Жестоки хора         | The Violent Men          | Коул Уилкисън | Рудолф Мате    |
| 1959   | Младите филаделфийци | The Young Philadelphians | Майк Фланаган | Винсънт Шърман |
| 1961   | Смъртоносни спътници | The Deadly Companions    | Жълтият крак  | Сам Пекинпа    |
| 1966   | Невада Смит          | Nevada Smith             | Джонас Корд   | Хенри Хатауей  |